# Grusse
Pour l’article ayant un titre homophone, voir Gruss.
Grusse est une ancienne commune française située dans le département du Jura, en région Bourgogne-Franche-Comté.

## Géographie
La commune occupe une superficie de 3,25 km² et est irriguée par la Sonnette.

### Hameaux
La commune compte plusieurs quartiers : « La Citadelle » à l'Ouest, « La Doye » au Sud, « Les Marchands » au centre et « Le Dessus de la Fin » à l'Est.

## Toponymie
Le nom Grusse signifie « la montée » en ancien français. Sur la commune se trouvent plusieurs de ces montées.

## Histoire
Pendant la Première Guerre mondiale, beaucoup de villageois sont partis soldats contre l'Allemagne. Un monument aux morts édifié devant la chapelle désigne plus de 20 personnes mortes pour la France. Pendant l'occupation de 1940 à 1944, la ligne de démarcation était à 15 km du village. Beaucoup de jeunes n'ont pas voulu partir dans les camps de jeunesse sous le régime du Maréchal Pétain et se sont donc cachés dans les forêts. Ils ont aussi essayé de brouiller la circulation des trains.
Le 14 juin 2016, les conseillers municipaux, représentants élus des habitants, ont voté la fusion de la commune au sein de la commune nouvelle Val-Sonnette réunissant les quatre communes Vincelles, Bonnaud, Vercia et Grusse.
Le 1er janvier 2017, la commune prend le statut de commune déléguée.

## Politique et administration
| Période | Période  | Identité             | Étiquette | Qualité    |
| ------- | -------- | -------------------- | --------- | ---------- |
| 1944    | 1953     | Edmond Thomas        |           |            |
| 1953    | 1955     | Raymond Flechon      |           |            |
| 1955    | 1959     | Edmond Thomas        |           |            |
| 1959    | 1973     | Charles Bouillod     |           |            |
| 1973    | 1989     | Bernard Rameaux      |           |            |
| 1989    | 2008     | Gilbert Bouillod     | DVD       |            |
| 2008    | 2014     | Elsa Dominique Jamet |           |            |
| 2014    | En cours | Christelle Guerlot   | DVD       | secrétaire |

## Démographie
L'évolution du nombre d'habitants est connue à travers les recensements de la population effectués dans la commune depuis 1793. À partir du 1er janvier 2009, les populations légales des communes sont publiées annuellement dans le cadre d'un recensement qui repose désormais sur une collecte d'information annuelle, concernant successivement tous les territoires communaux au cours d'une période de cinq ans. 
Pour les communes de moins de 10 000 habitants, une enquête de recensement portant sur toute la population est réalisée tous les cinq ans, les populations légales des années intermédiaires étant quant à elles estimées par interpolation ou extrapolation. Pour la commune, le premier recensement exhaustif entrant dans le cadre du nouveau dispositif a été réalisé en 2005,.
En 2014, la commune comptait 187 habitants, en évolution de +1,08 % par rapport à 2009 (Jura : −0,23 %, France hors Mayotte : +2,49 %).
| 1793 | 1800 | 1806 | 1821 | 1831 | 1836 | 1841 | 1846 | 1851 |
| ---- | ---- | ---- | ---- | ---- | ---- | ---- | ---- | ---- |
| 188  | 138  | 263  | 270  | 301  | 308  | 336  | 352  | 359  |

| 1856 | 1861 | 1866 | 1872 | 1876 | 1881 | 1886 | 1891 | 1896 |
| ---- | ---- | ---- | ---- | ---- | ---- | ---- | ---- | ---- |
| 324  | 338  | 337  | 366  | 355  | 323  | 350  | 303  | 277  |

| 1901 | 1906 | 1911 | 1921 | 1926 | 1931 | 1936 | 1946 | 1954 |
| ---- | ---- | ---- | ---- | ---- | ---- | ---- | ---- | ---- |
| 288  | 294  | 307  | 247  | 234  | 223  | 195  | 185  | 181  |

| 1962 | 1968 | 1975 | 1982 | 1990 | 1999 | 2005 | 2010 | 2014 |
| ---- | ---- | ---- | ---- | ---- | ---- | ---- | ---- | ---- |
| 153  | 127  | 125  | 145  | 137  | 147  | 181  | 183  | 187  |

Le village compte 59 enfants de 0 à 16 ans et 141 adultes de 25-80 ans. Ces chiffres montrent que Grusse est un village très jeune au niveau démographique. 80 habitants travaillent à Lons-le-Saunier et 5 personnes sont agriculteurs.

## Économie
80 hectares de la commune ont été occupés par le vignoble dans les années 1950. Aujourd'hui, il n'en reste que 10 ha en propriété privée. Les vins produits sont du vin blanc à base du raisin chardonnay et du rosé avec le raisin Poulsard. Les vins ont l’appellation Côtes du Jura et ils sont en majorité vendus directement dans les caves,.

## Lieux et monuments
Le château de Rochelle détruit à la Révolution, et qui n'a laissé aucune trace. Situé dans la forêt de Grusse, il occupait toute la pente de la montagne, composé de deux tours principales et d'une ceinture de murailles avec 6 autres tours, il était considérable.
Un château de style néoclassique construit au début du XIXe siècle par le Baron Antoine Joseph Secrétan, la demeure au milieu d'un parc, est couverte d'une haute toiture à croupe, un avant-corps fait légèrement saillie sur la façade à chaînage d'angle, rythmée par l'horizontalité de ses bandeaux et la symétrie de ses fenêtres.

## Personnalités
- le baron Antoine Joseph Secrétan, né au moulin de la Rochelle et décédé au château de Grusse[11].
- Kenjiro Kagami, Domaine des Miroirs (vignoble)[12]
- Paulette Grus